# گول تپه ۲
گول تپه ۲ مربوط به دوران‌های تاریخی پس از اسلام است و در شهرستان تاکستان، بخش ضیاءآباد، روستای بوزندان واقع شده و این اثر در تاریخ ۲۵ خرداد ۱۳۸۱ با شمارهٔ ثبت ۵۷۱۱ به‌عنوان یکی از آثار ملی ایران به ثبت رسیده است.